# نادي الكاظمية
نادي الكاظمية الرياضي هو أحد أندية الدوري العراقي
تأسس عام 1952 يلعب في الدوري العراقي الممتاز يقع في مدينة الكاظمية ضمن محافظة بغداد.